# مهدی عبید شارف
مهدی عبید شارف (انگلیسی: Mehdi Abid Charef؛ زادهٔ ۱۴ دسامبر ۱۹۸۰) داور فوتبال اهل الجزایر است.
وی از سال ۲۰۱۱ وارد فهرست فیفا شده است.